# Tiroler Medaille voor Verdienste en ter Herinnering aan het Jaar 1797
De Tiroler Medaille voor Verdienste en ter Herinnering aan het Jaar 1797 (Duits: Tiroler Erinnerungs- und Verdienstmedaille 1797) was een Oostenrijkse onderscheiding.
De ronde zilveren medaille werd aan een groen-wit-rood-wit-groen lint gedragen.
De medaille werd in 1797 gesticht door keizer Frans II van het Heilige Roomse Rijk die ook vorstelijk graaf van Tirol was.
De Habsburgse heersers vochten sinds 1792 tegen het revolutionaire Frankrijk. In 1796 had de oorlog de rand van de Alpen bereikt. De schutters trokken naar de grens met Zwaben om het leger van hun keizer bij te staan.
In 1797 dreigden Franse troepen onder aanvoering van generaal Barthélemy Joubert in opdracht van Napoleon de Julische Alpen over te steken. De Tirolers wisten dat te verhinderen.
De dankbare vorst stelde voor de vrijwilligers uit Tirol een medaille in. Deze zilveren medaille werd aan een zijden lint op de linkerborst, of in het knoopsgat van de geklede jas, gedragen. Het typisch Oostenrijkse driehoekig lint was in die tijd nog niet ingevoerd.